# Kurt Svensson (militär)
Kurt Valter Ingemar Svensson, född 2 mars 1953 i Tuna församling i Kalmar län, är en svensk militär och tidigare hovmarskalk.

## Biografi
Svensson avlade ingenjörsexamen i Kalmar 1973 och gick Allmänna kursen vid Tekniska linjen på Militärhögskolan 1982–1983 och Högre tekniska kursen vid Vapentekniska linjen där 1983–1985. Åren 1988–1991 var han stabschef vid staben för arméns tekniska officerare på Försvarets materielverk, varpå han var chef för Underhållssektionen vid Operationsledningen i Försvarsstaben 1992–1994. Han var 1994–1996 ställföreträdande regementschef tillika chef för underhållsledningen vid Norra underhållsregementet och studerade under 1995 vid Försvarshögskolan. Han var Försvarsmaktens informationschef 1997–2000 och ställföreträdande chef för Ledarskapsinstitutet vid Försvarshögskolan 2000–2001. Han var 2001–2010 informationsdirektör vid Försvarets materielverk. Svensson var sedan 1986 adjutant hos Hans Majestät Konungen och var 2012–2015 hovmarskalk och chef för Hans Majestät Konungens hovstat. Svensson har överstes grad.
Kurt Svensson invaldes 1997 som ledamot av Kungliga Krigsvetenskapsakademien.

## Utmärkelser
- 2:a klass av Örnkorsets orden (12 januari 2011)[4]